# Elduvík
Elduvík er en færøsk bygd ved fjorden Funningsfjørður på det nordøstlige Eysturoy. Bygden var indtil 2005 en selvstændig kommune, og er nu en del af Runavíkar kommuna.
En bæk deler den maleriske gamle bygd i to bylinger med hver sit lille landingssted. De sort tjærede træhuse med fundamenter af murede natursten ligger tæt samlet i to klynger på begge sider af bækken. Ved fjordbredden står de gamle forråds- og bådhuse. I bylingen Yvri á Støð er der en klynge huse med forskellige funktioner og udseende. Her er huse beregnet til tørv, hø, får, færøbåde, korntørrring og til vindtørring af kød.  
Der er to anløbssteder i Elduvík; den ene i bygden den anden i kløften. I bygden er der et spil til at trække bådene op. I kløften  er der kajkant til småbåde med trappe og gelænder til at hjælpe folk i land. Fra slugten er der gode trappetrin hele vejen op.
I 2020 blev skulpturen Marmennilin (Havmanden) udført af kunstneren Hans Pauli Olsen, indviet.

## Kirken
Elduvíkar kirkja blev indviet den 14. oktober 1951, selvom kirkegården har været i brug siden 1926 for at undgå besværet med at bære lig langs den gamle bygdesti til Oyndarfjørður. Kirken er opført i hvidmalet træ. Kirken vender ikke vest-øst, som normalt, men nord-syd. I kirkens vest side er der seks rektangulære vinduer samt en præstedør, mens der i sydsiden er 4 vinduer. I nordenden er der opført et tårn, der står lidt ud fra gavlen. Her er kirkens indgangsdør, som fører ind til for-kirken.

## Historie
Bygden er første gang nævnt i Hundebrevet, som er skrevet mellem 1350 og 1400. I en høj kaldet Álvheyggjur skal ifølge et sagn, være en mand begravet i et skib. I bygden var der i middelalderen et bønnehus. I fjeldene Skarðatindur og Fatanøv omtales små huse, der har været brugt som tilflugtssteder.

## Sagnet om Marmennil og Anfinnur
Anfinnur var bonde i Elduvík. Man siger at der på havets bund bor et bæst der kaldes Marmennil. Han ligner mennesket, men er en del mindre og har lange fingre. Marmennil generer fiskerne ved at bide maddingen af deres kroge og sætte krogene fast i bunden så snøren knækker. Han gør dette så hurtigt at han ikke selv sidder fast på krogen. En gang gik det dog galt. Marmennilin ville sætte Anfinnurs krog fast i bunden, men pludselig sad krogen fast i hans hånd og han blev hevet op i båden. Mændene i båden gjorde korsets tegn på ham og tog bæstet med hjem.
Når mændene herefter tog ud at fiske havde de Marmennilin med. De måtte altid huske at gøre korsets tegn når han var ombord. Hvis de sejlede over et sted hvor der var fisk begyndte Marmennil straks at grine og lege i båden. Smed de så snøren ud var de sikre på at få fisk. Arnfinn havde Marmennilin med i lang tid. Men en dag de satte båden i vandet var der så kraftig brænding at de glemte korsets tegn. Så snart båden var kommet ud på havet smuttede Marmellin overbord og de så ham ikke igen.

Forskning dokumenterer om bonden Anfinn og hans sønner har levet, og beviser findes i Lagtingsbøger fra 1600 tallet. Det antages, at bonden Anfinn var født i 1575. V. U. Hammershaimb og Jakob Jakobsen nævner også bonden Anfinn i deres samlinger.

## Turisme
Bygden er malerisk med sine gamle huse od panoramaudsigt til Kalsoy.
Følg stien ud til den gamle landingsplads i kløften. Se også Hans Pauli Olsens skulptur af havmanden Marmennilin. 
Elduvik Camping er en lille naturcampingplads med plads til ca. 12 campingvogne. Der er et offentligt WC 100 m fra pladsen. 
Campingpladsen er uden service. Det er ikke muligt at reservere plads før ankomst. Ophold på pladsen er gratis, men campinggæsterne kan kun parkere deres campingvogn i fire dage.

## Galleri
| - Elduvík - Den østlige byling Yvri á Støð - Elduvík |